# José Daher
José Amin Daher Neto (* 20. April 1966 in São Paulo; † 13. Januar 2014 in Paraty) war ein brasilianischer Tennisspieler.

## Karriere
Daher wuchs in Barretos auf, wo er im Alter von zehn Jahren mit Tennisspielen begann. In seiner Jugend galt er als bester Nachwuchsspieler Brasiliens.
Er war in den Jahren 1986 bis 1988 Teil der brasilianischen Davis-Cup-Mannschaft, kam aber nicht zum Einsatz.
Daher qualifizierte sich gemeinsam mit seinem Partner Fernando Roese für das Herrendoppel der Wimbledon Championships 1989, schied in der zweiten Runde aber gegen die an Nummer vier gesetzte Paarung Jim Grabb und Patrick McEnroe aus. Für weitere Grand-Slam-Turniere konnte er sich nicht qualifizieren.
Er erreichte seine besten Weltranglistenplatzierungen mit Platz 139 im Einzel und 188 im Doppel jeweils im Jahr 1988. Er gewann in seiner Karriere zwei Doppeltitel auf der ATP Challenger Tour.
Nach seiner aktiven Karriere gründete er unter anderem die „Daher Tennis Lounge“ São José dos Campos mit dem Ziel, Talente für brasilianisches Tennis zu finden.

## Turniersiege
| Legende (Anzahl der Siege)    |
| Grand Slam                    |
| Tennis Masters Cup            |
| ATP Masters Series            |
| ATP International Series Gold |
| ATP International Series      |
| ATP Challenger Tour (2)       |

### Doppel
| Nr. | Datum         | Turnier              | Belag     | Partner       | Finalgegner                 | Ergebnis      |
| --- | ------------- | -------------------- | --------- | ------------- | --------------------------- | ------------- |
| 1.  | 29. Juli 1990 | Campos do Jordão (1) | Hartplatz | Jaime Oncins  | Nelson Aerts Fernando Roese | 7:6, 6:4      |
| 2.  | 19. Juli 1992 | Campos do Jordão (2) | Hartplatz | Mario Tabares | Donald Johnson Tom Mercer   | 6:3, 6:7, 6:3 |

## Tod
Daher starb im Alter von 47 Jahren an den Folgen eines Autounfalls; er war in einer Kurve auf die Gegenfahrbahn geraten und mit einem Bus zusammengestoßen.